# Императорский железнодорожный павильон (Москва)

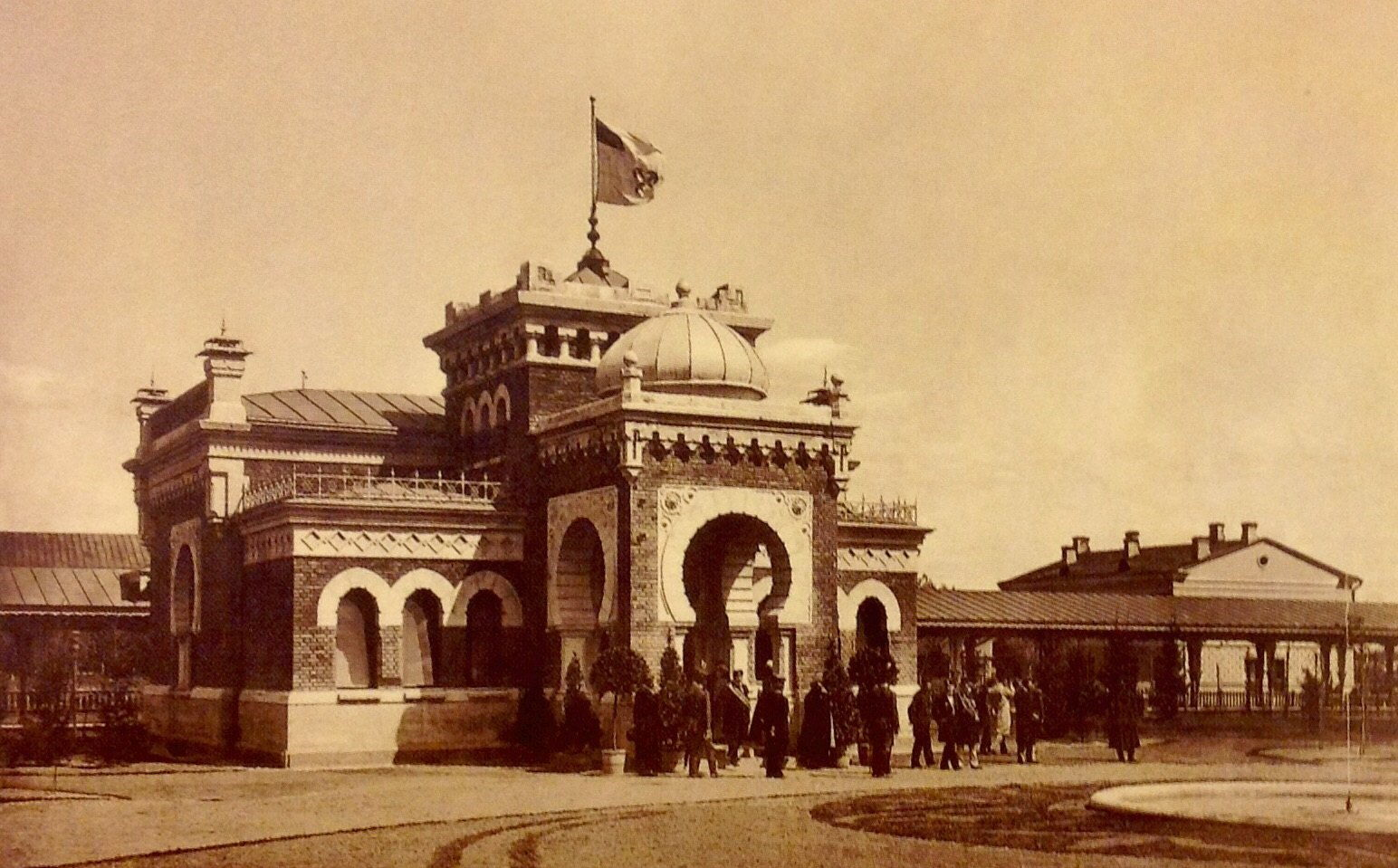
Фото 1896—1912 гг.

Императорский железнодорожный павильон, известный также, как Здание Царского павильона Николаевской железной дороги — историческое здание постройки 1896 года (архитектор Г. В. Войневич), расположенное у западной стороны платформы Площадь трёх вокзалов Алексеевской соединительной линии Московской железной дороги в Москве.
Согласно первоначальным планам, павильон должен был быть зданием Императорского вокзала, предназначенного для обслуживания важных поездов, в том числе правительственных. Первой же задачей было обслуживание поезда императора Николаем II, направляющегося на коронацию.
В связи с таким особым предназначением павильон был выстроен из красивого облицовочного кирпича и украшен тарутинским камнем, увенчан куполообразной крышей и башней со шпилем, а отделка, мебель и прочее внутреннее убранство было пышным. Перрон был накрыт изящной резной крышей. Вокруг вокзала были организованы площадь и сквер.
Однако планы были изменены — коронационный поезд из Петербурга прибыл на Брестский вокзал (ныне Белорусский). Позже императорские поезда с императором и монаршей семьей всё-таки делали остановку на этом вокзале.
Вокзал не всегда эксплуатировался по прямому назначению — после революции в нём размещался райсовет Железнодорожного района Москвы. Спустя некоторое время он стал частью обычной пассажирской железнодорожной станции для пригородных поездов.